# Општина Владешти (Валча)
Владешти (рум. Vlădeşti) општина је у Румунији у округу Валча.
Oпштина се налази на надморској висини од 449 m.